# Gleichamberg
Gleichamberg é uma vila e antigo município da Alemanha localizado no distrito de Hildburghausen, estado da Turíngia. Desde 31 de dezembro de 2012, faz parte do município de Römhild.